# Codex Boreelianus

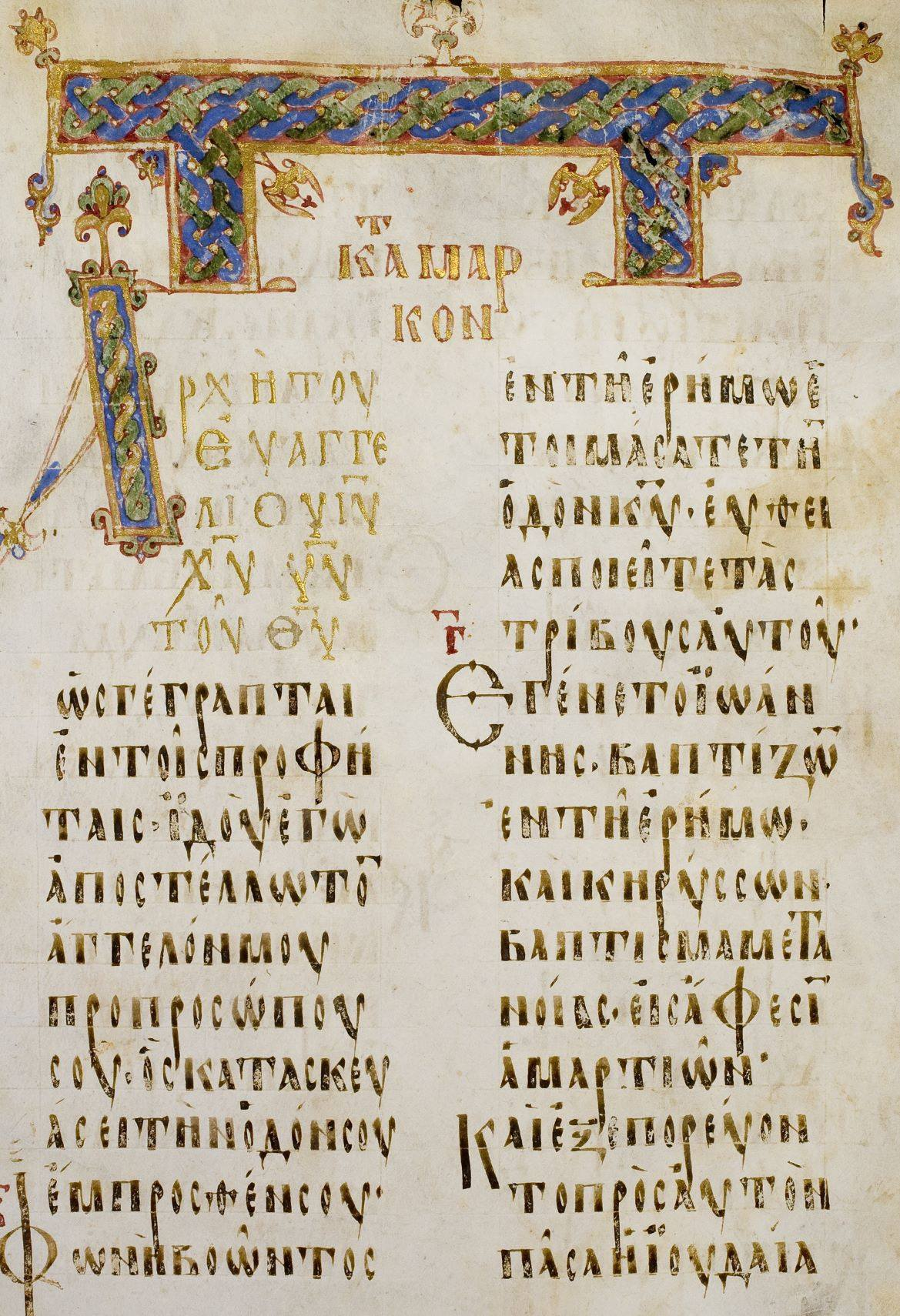
Začátek evangelia podle Marka v Codexu Boreelianus

Codex Boreelianus (celým názvem Codex Boreelianus Rheno-Trajectinus označovaný písmenem Fe nebo podle číslování v Gregory-Aland „09“) je rukopis čtyř evangelií v řečtině. Rukopis je psán na pergamenu. Kodex pochází z 9. století a je pojmenován po Johnu Boreelianusovi Boreelovi (1577-1629), který jej přinesl do Evropy z východu na počátku 17. století. Poté byl přibližně 100 let v soukromých rukách. Od roku 1830 je uložen na univerzitě v Utrechtu .
Skládá se z celkem 204 listů. Rozměry rukopisu jsou přesně obdélníkové o straně 28,5 x 22 cm.